# Rosalie de Fitz-James
Rosalie von Gutmann, pel seu matrimoni comtessa de Fitz-James, fou una aristòcrata i salonnière francesa nascuda el 19 de febrer de 1862 a Viena i morta el 30 de setembre de 1923 a París.

## Biografia
Era nascuda en una família de banquers jueus austríacs molt rics, filla de Guillaume Isaac Loup Chevalier de Gutmann i Eléonore Latzko.
Es va casar el 15 de maig de 1886 amb el comte Robert de Fitz-James (1835-1900), que tenia vint-i-cinc anys més que ella i residia a París. El seu marit li aportà el nom i la llançà a l'alta societat parisenca de l'època. La parella no tingué fills.
Petita, prima, amb una lleugera coixesa, trets forts, ulls foscos plens de vivacitat, un somriure desarmant i cabells prematurament blanquejats «malgrat la seva ràpida ascensió, havia mantingut un comportament ple de reserva i modèstia, cosa força rara en aquestes circumstàncies. Ella es feia estimar.»
Abans de la Primera Guerra Mundial, el prestigi del seu saló, que va atreure una multitud cosmopolita, era molt elevat, malgrat les reserves d'uns pocs acèrrims del Faubourg Saint-Germain, com el despietat comte Aimery de La Rochefoucauld, que havia dit: «Ella volia tenir una sala d'estar, i només tenia un menjador». Va rebre, entre d'altres, Marcel Proust a la dècada de 1890, Keyserling durant la seva estada a París de 1903-1906 o l'abat Mugnier.
«Intel·ligent i refinada, Madame de Fitz-James coneixia l'art d'entretenir i el seu saló va ser ben aviat molt brillant, les seves invitacions molt buscades. Oferia sopars en què reunia un màxim de vuit a deu convidats, escollits un per un. Els seus àpats literaris de dimecres són l'avantsala de l'Acadèmia Francesa. Parlant perfectament anglès i alemany, l'amfitriona també rep personalitats d'arreu d'Europa».
Paul Bourget, proper a la comtessa de Fitz-James, és un dels fidels d'aquestes trobades, on també trobem el marquès de Mòdena, el comte i la comtessa d'Haussonville, Charles Haas, el comte de Lau, el príncep Giovanni Borghèse, Henri Costa de Beauregard, l'abat Mugnier, la princesa Marthe Bibesco, la princesa Paley, el comte Arthur de Vogüé, el comte Alexandre de Laborde, Paul Hervieu, Robert de Flers, Henri de Régnier, el marquès de Ségur, Ernest Seillière, els ambaixadors francesos Jules Cambon i Maurice Paléologue, l'ambaixador alemany, el príncep von Radolin, l'ambaixador austríac, el comte Czechen, l'ambaixador argentí, Enrique Larreta, George Graham, adjunt a l'ambaixada del Regne Unit, Charles de Chambrun, Olivier Taigny, etc.
La comtessa de Fitz-James és esmentada extensament per Edith Wharton a les seves memòries: UA Backward Glance.

## Habitatges residencials
Després d'habitar en un apartament de la rue des Écuries-d'Artois (avui rue d'Artois), va anar a viure en una casa particular del segle XVIII amb pati i jardí, a la rue de Grenelle. Posteriorment al carrer de Constantí, número 5, en un apartament situat en un edifici modern on es traslladà a proposta dels seus amics, el comte i la comtessa de Haussonville, que vivien a la planta superior.
Les memòries d'Edith Wharton en diuen: "El pis de la rue de Grenelle, que tenia molt més caràcter, mirava al nord, i els seus amics anglosaxons s'imaginaven que l'havia abandonat a la recerca d'un lloc més assolellat i la felicitaven pel canvi. Però ella semblava sorpresa i va exclamar: Oh! No! odio el sol; És molt molest haver de mantenir les persianes abaixades. Al Continent és habitual considerar el sol, que esvaeix les cortines i crema els vells tapissos, com l'enemic de l'amfitriona, i les persianes de seda color crema de la senyora de Fitz-James es tiraven, fins i tot a l'hivern, quan lluïa el sol. Els tres salons que s'obrien l'un a l'altre eren tan banals com poden ser habitacions en què cada moble, cada quadre, cada complement és en si mateix una cosa bella, però el conjunt no revela cap rastre de la personalitat del propietari. Al primer saló, una petita habitació penjada de domasc vermell, Madame de Fitz-James, asseguda prop del foc, amb la cama paralitzada recolzada per un reposapeus, va rebre els seus amics íntims. A continuació hi havia el gran saló, adornat amb quadres d'Ingres i David sobre parets clares, moblat amb sofàs i butaques coberts amb tapís. S'obria a una altra petita sala, moblada amb prestatgeries Lluís XV en les quals les fileres de llibres amb enquadernacions precioses estaven perfectament alineades, perquè la senyora de Fitz-James recollia els llibres però no els llegia».